# Jelisaweta Natanowna Tschetschik
Jelisaweta Natanowna Tschetschik (russisch Елизавета Натановна Чечик; * 27. Apriljul. / 10. Mai 1916greg. in Charkow; † 29. Juni 2015 in Moskau) war eine sowjetisch-russische Architektin und Künstlerin.

## Leben
Tschetschik stammte aus einer jüdischen Familie. Sie begann 1934 das Studium am Moskauer Architektur-Institut (MArchI). Ihre wichtigsten Lehrer waren die Architekten Gennadi Jakowlewitsch Mowtschan und Alexander Leonidowitsch Pasternak (Bruder des Dichters Boris Leonidowitsch Pasternak). Während des Deutsch-Sowjetischen Kriegs war sie mit dem MArchI in Taschkent evakuiert.
Nach der Rückkehr nach Moskau und dem Abschluss des Studiums arbeitete Tschetschik in der Theaterprojektierungsorganisation Giproteatr. Ihr 1961 in Donezk erbautes Musik-Drama-Theater wurde als Architekturdenkmal anerkannt. Sie projektierte Theater in Murmansk, Petrosawodsk, Ulan-Ude, Orsk, Juschno-Sachalinsk und Petropawlowsk-Kamtschatski. Tschetschik projektierte das Panorama-Kino in Frunse und die Musikschule in Prokopjewsk. Sie sanierte das 1750 gegründete und 1911 in einem neoklassischen Gebäude untergebrachte Wolkow-Theater in Jaroslawl.
Tschetschik reiste  viel im In- und Ausland (Baltische Staaten, Finnland, Tschechoslowakei, USA, Israel, wo Verwandte lebten). Sie lernte Hebräisch, schrieb Gedichte und malte. Von ihren Reisen brachte sie viele Aquarelle mit. Am 20. Mai 2004 wurde in der Galerie des Moskauer Jüdischen Gemeindezentrums die erste persönliche Ausstellung Tschetschiks eröffnet.

## Ehrungen, Preise
- Verdiente Künstlerin der RSFSR (1982) für ein Theaterprojekt in Ulan-Ude
- Preis des Ministerrats der UdSSR (1985)[1]

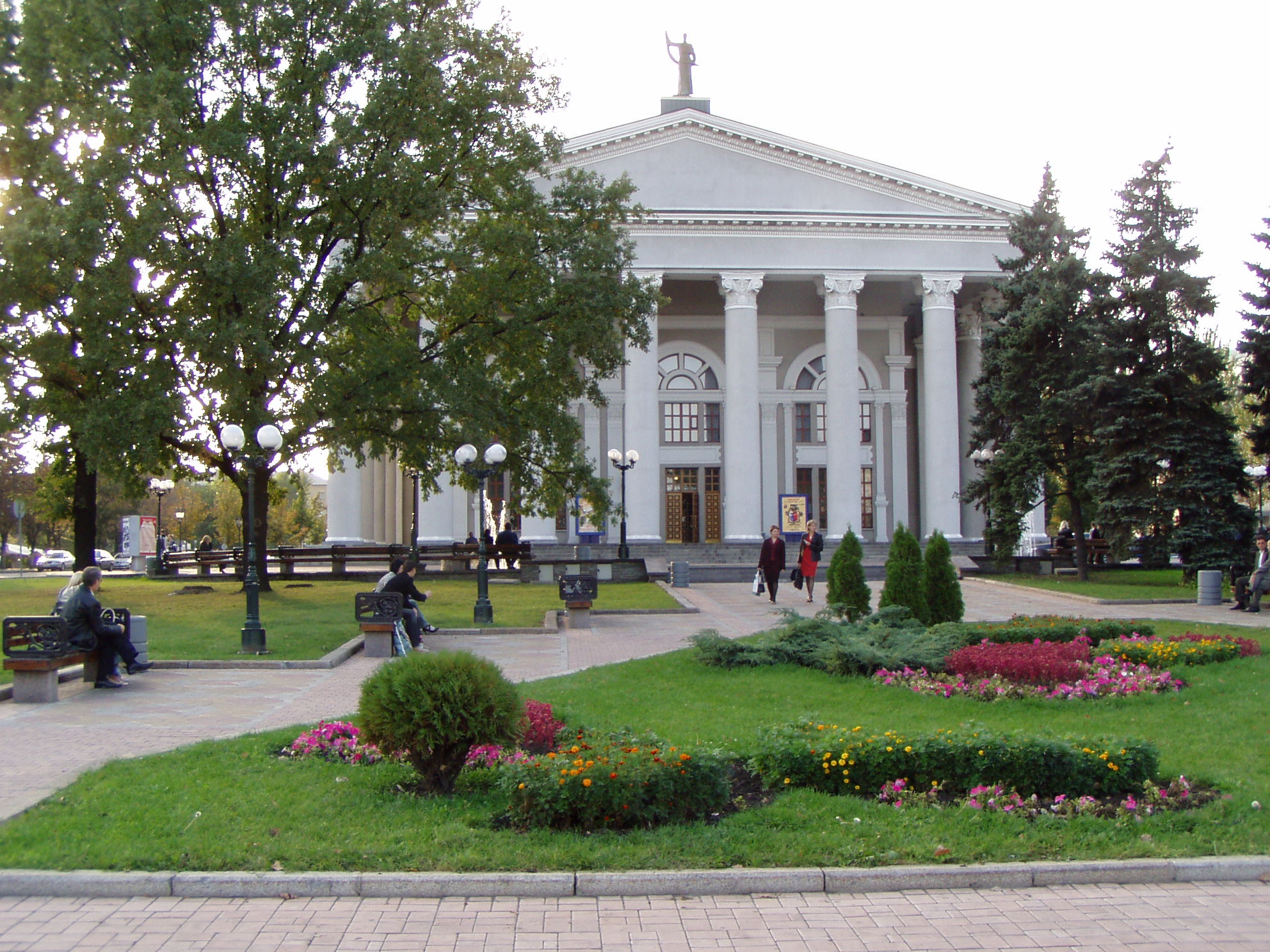
Musik-Drama-Theater Donezk
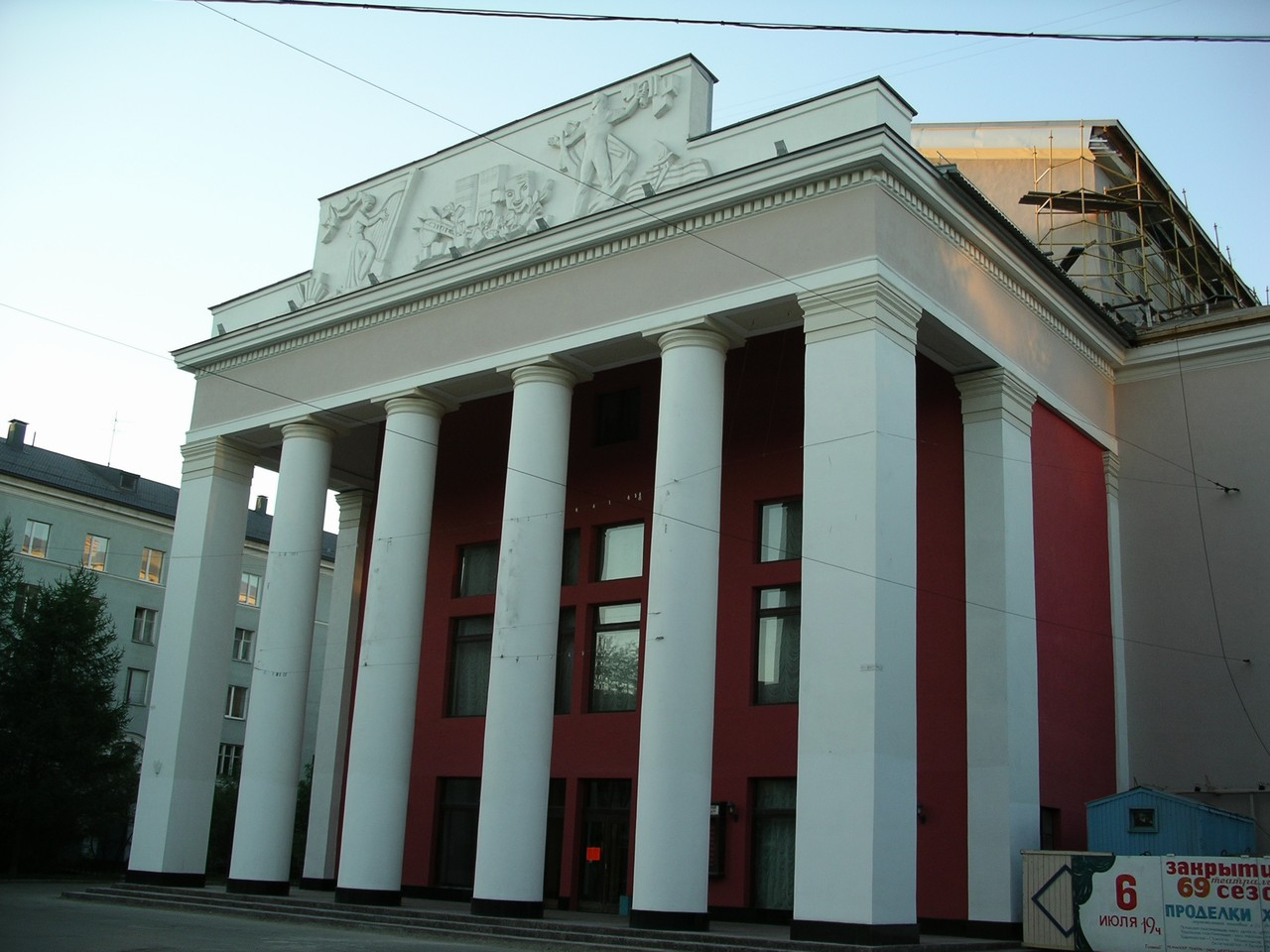
Oblast-Drama-Theater Murmansk
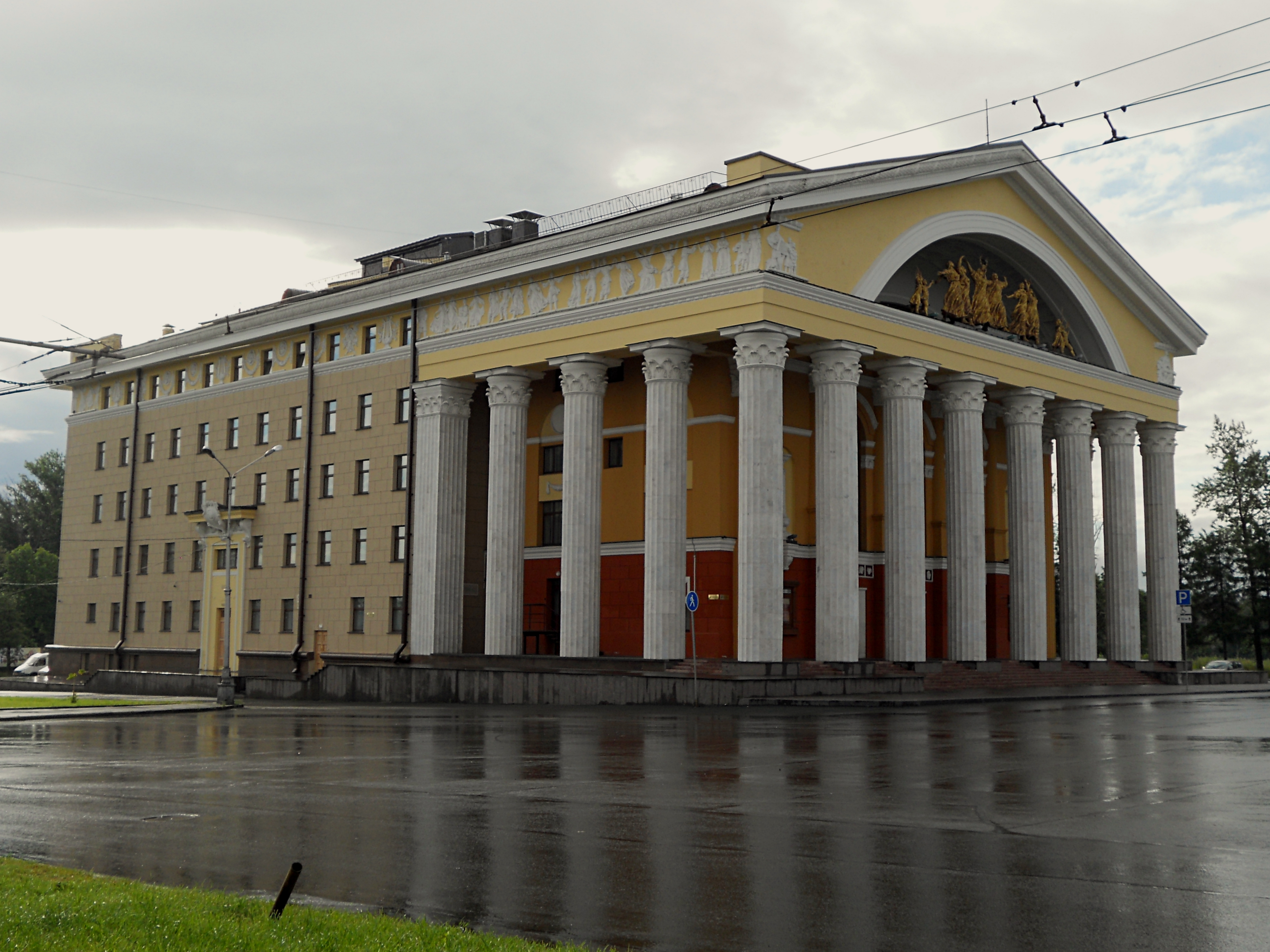
Musik-Theater der Republik Karelien, Petrosawodsk
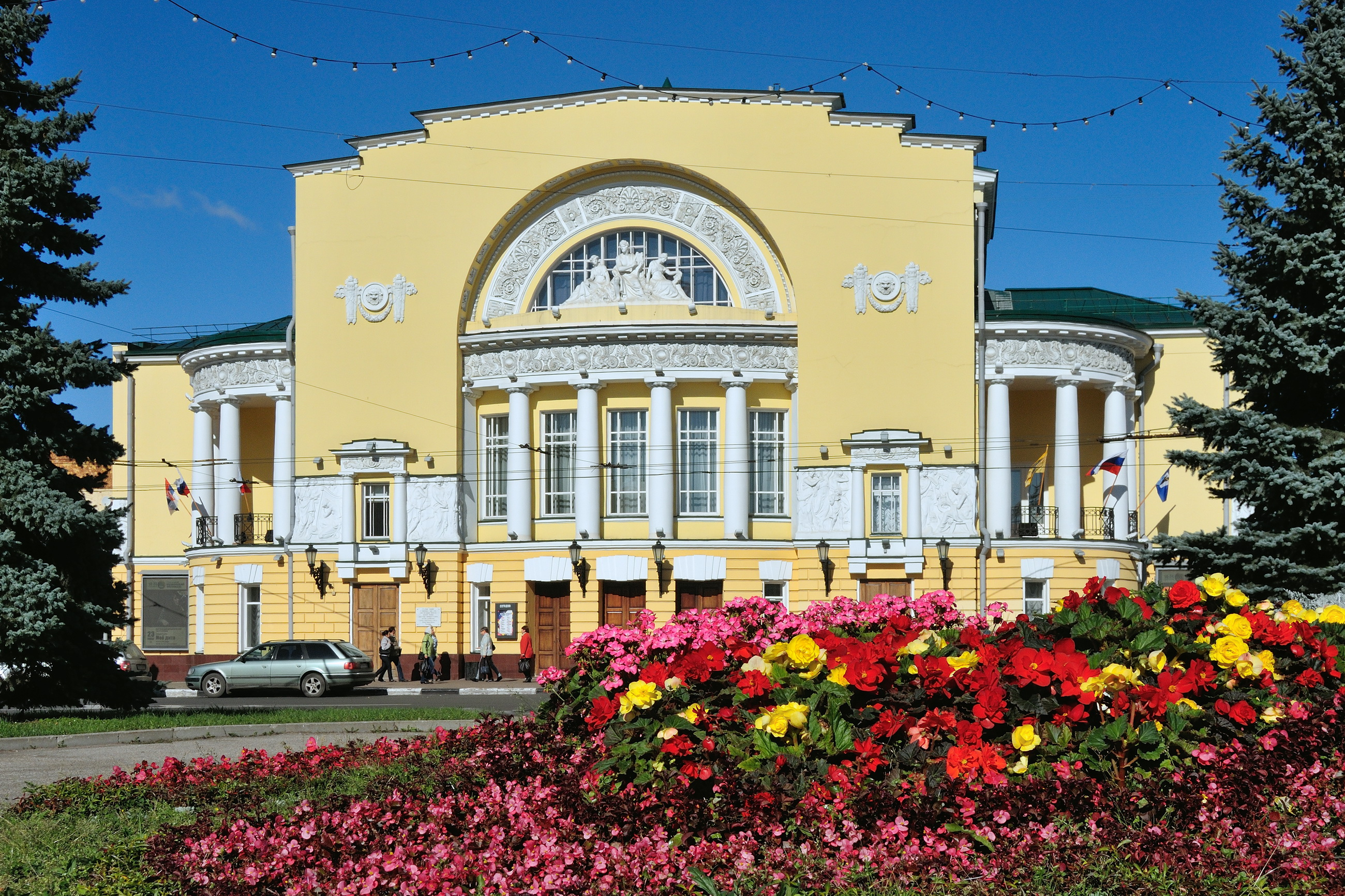
Wolkow-Theater, Jaroslawl